# Cortland West (New York)
Cortland West est une census-designated place du comté de Cortland, dans l'État de New York, aux États-Unis,. En 2020, elle compte une population de 1 286 habitants.